# Максимиан (епископ Равеннский)
Максимиан Равеннский (499—22 февраля 556) — святой, 30-й епископ и 1-й архиепископ Равенны в правление императора Юстиниана I, христианский богослов.
Родился в городе Пола (совр. Пула), в 546 году возведён в епископы Равеннские папой Вигилием. Из-за робкого духа был долго не признан паствой. Максимиан посвятил себя редактуре латинских текстов Писания, был заказчиком многих рукописных книг.
Покровительствуемый Юстинианом, Максимиан сделал Равенну главным духовным центром Италии, временно удерживаемой византийцами при Юстиниане. При нём в Равенне были завершены сохранившиеся по сей день базилики Сан-Витале и Сант-Аполлинаре-ин-Классе, а внутри Сан-Витале была устроена изготовленная в Константинополе кафедра из слоновой кости.
Католическая церковь отмечает память Максимиана 21 февраля.